# Гордиенко, Григорий Харитонович
Григорий Харитонович Гордиенко (1906—1972) — советский военный инженер, генерал-майор Советской армии.

## Биография

Могила Гордиенко на Введенском кладбище Москвы.

Григорий Харитонович Гордиенко родился 6 января 1906 года в селе Мирополье (ныне — Краснопольский район Сумской области Украины). В 1929 году он окончил рабфак, в 1933 году — Харьковский инженерно-строительный институт. В 1938 году Гордиенко был призван на службу в Рабоче-Крестьянскую Красную Армию. Служил в составе отдельных строительных подразделений. В 1943—1944 годах занимал должность инспектора по строительству Дальнего Востока, затем инспектора по строительству Тихоокеанского флота и Амурской военной флотилии. Позднее продолжал службу на интендантских и строительных должностях.
В 1955—1956 годах Гордиенко возглавлял Дальвоенморстрой, затем в течение семи лет служил заместителем командира Тихоокеанского флота по строительству и расквартированию. Организовывал строительство большого количество военных, жилых и социальных объектов для нужд военнослужащих Тихоокеанского флота и членов их семей. В 1964 году Гордиенко был переведён в Главное военно-строительное управление Центра на должность главного инженера — заместителя начальника Управления. В июле 1968 года он был уволен в запас. Проживал в Москве. Скончался 25 августа 1972 года, похоронен на Введенском кладбище (29 уч.).
Был награждён двумя орденами Красной Звезды и рядом медалей.
Старший брат — генерал-майор авиации Михаил Харитонович Гордиенко, в 1939 году вместе с Владимиром Коккинаки совершивший беспосадочный перелёт через Атлантику из Москвы в Нью-Йорк.